# Княжики (Черкасская область)
Княжики́ (укр. Княжики) — село в Монастырищенской городской общине Уманского района Черкасской области Украины.

## История
В июле 1995 года Кабинет министров Украины утвердил решение о приватизации находившегося здесь совхоза.
Население по переписи 2001 года составляло 660 человек.

## Местный совет
19122, Черкасская обл., Монастырищенский р-н, с. Княжики, ул. Ленина, 6